# 真栄田岬

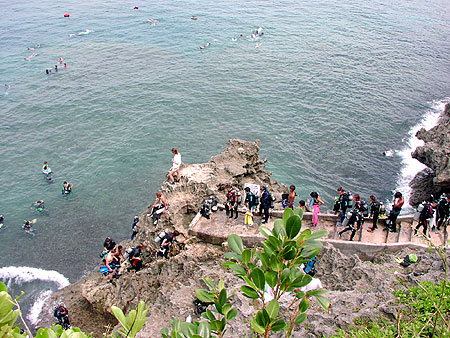
真栄田岬

真栄田岬（まえだみさき）は、沖縄県恩納村真栄田区にある岬である。万座毛と同じく琉球石灰岩で形成される断崖が連なり、隆起サンゴ礁が三角に突き出し、崖下には入り江と岬、深い青色の海が広がっている。岬にある洞窟は、青の洞窟 (恩納村)としてよばれダイビングスポットとなっている。
悪天候の場合は遊泳禁止となる。*真栄田岬の公式ホームページでは本日の海の状況を確認でき入水の可、不可が分かる。冬にはクジラを見ることもできる。

## 沿革
- 1963年に実施された琉球新報社創立70周年記念事業である「新沖縄観光名所」選定事業で、新観光名所に選定された。[4][5]
- 1966年に琉球政府により「残波岬」「真栄田岬」「万座毛」「名護」が「沖縄政府立公園」に指定され、県の管理下に置かれた。県の整備の下、駐車場・展望台・公衆便所が整備された。尚、沖縄政府公園の名称は1972年5月の沖縄本土復帰に伴い「沖縄海岸国定公園」に名称が変わっている。

## 施設
- トイレ
- 展望台
- 駐車場180台（１時間100円）※2019年現在
- 温水シャワー（200円）　※2019年現在
- 各テナント

## アクセス
- 路線バス
バス停「久良波」から約1キロ　徒歩で13分程度（那覇空港からは120番「名護西空港線」那覇バスターミナルからは20番「名護西線」）
- レンタカー・タクシー（沖縄自動車道を使う場合と一般道を利用の場合）
（沖縄自動車道　石川IC）→で下車(一般道)→真栄田岬　石川ICから約7キロ　車で10分